# 1387

## Esdeveniments
Països Catalans
- 16 de gener - Barcelona: Joan I el Caçador instaura el títol de Duc de Montblanc, en concedir aquest títol a son germà Martí.

Món

## Naixements
Països Catalans

Món
- 6 de juliol, Pamplona: Blanca I de Navarra, reina de Navarra (m. 1441).[1]

## Necrològiques
- 5 de gener, Barcelona: Pere el Cerimoniós, comte de Barcelona i rei d'Aragó.
- Barcelona: Berenguer d'Abella, conseller i majordom de Pere el Cerimoniós (executat).